# 四手井家保
四手井 家保（しでい いえやす）は、戦国時代の武士。

## 略歴
山城国山科七郷・宇治郡厨子奥村出身の国人。
三好長慶の被官としての活動も見えるが、主に松永久秀に仕えて活躍した。同郷出身に赤塚家清がいる。二人は所領も近く、両者とも名前に「家」の字を持っていることから、縁戚関係で結びついた村落上層部の有力者であったと考えられている。
長慶・久秀に仕えた四手井一族として、他に四手井家武がいる。また、子孫に四手井綱英がいる。